# Robert Aldrich
Robert Burgess Aldrich, född 9 augusti 1918 i Cranston i Rhode Island, död 5 december 1983 i Los Angeles, var en amerikansk filmregissör, författare och filmproducent. Några av hans mest kända filmer är Vad hände med Baby Jane? (1962), Hysch, hysch, Charlotte! (1964) och 12 fördömda män (1967).
Aldrichs föräldrar var Lora Lawson och journalisten Edward B. Aldrich. Han var barnbarn till senatorn Nelson W. Aldrich, och hans kusin Nelson Rockefeller skulle komma att bli guvernör i New York och USA:s vicepresident. Aldrich studerade på Moses Brown School i Providence, Rhode Island, och gick på University of Virginia där han studerade ekonomi. Han hoppade av 1941 och inledde sin filmkarriär med ett mindre jobb på RKO.
Han arbetade sig snabbt uppåt, som regissörsassistent jobbade han med bland andra Jean Renoir, Abraham Polonsky, Joseph Losey och Charlie Chaplin. På 1950-talet började han regissera åt tv, och 1954 regisserade han sin första långfilm, The Big Leaguer. I slutet av 1950-talet blev Aldrich ett utmärkt, amerikanskt exempel på auteur, där han lyckades försvara sin vision framför filmbolagens vinstintressen, med filmer som noirklassikern Natt utan nåd, omarbetningen av Clifford Odets pjäs om Hollywood Silkessnöret (båda 1955) och krigsfilmen Attack! (1956).
På 1960-talet regisserade han några stora kassasuccéer, bland annat Vad hände med Baby Jane? (där han lät två av Hollywoods största rivaler, Bette Davis och Joan Crawford, spela mot varandra), den kontroversiella Måste vi döda syster George? (1968) samt den stilsättande 12 fördömda män (1967). Succén med den sistnämnda gav Aldrich möjlighet att bygga sin egen studio och finansiera sina egna filmer under några år, men en rad floppar skickade tillbaka honom till Hollywood, där han gjorde mer kommersiell film, bland annat Benknäckargänget (1974). Hans överdådiga western Ulzana's Raid från 1972 tillhör hans främsta verk.
Aldrich hade fyra barn med sin första hustru Harriet Foster. Alla jobbar inom filmbranschen: Adell Aldrich, William Aldrich, Alida Aldrich och Kelly Aldrich. De skilde sig senare, och Aldrich gifte om sig med modellen Sybille Siegfried 1965.

## Filmografi i urval
- 1954 – Big Leaguer
- 1954 – Vera Cruz
- 1954 – Apache
- 1955 – Natt utan nåd
- 1955 – Silkessnöret
- 1956 – Attack
- 1961 – Mannen utan nåd
- 1962 – Vad hände med Baby Jane?
- 1964 – Hysch, hysch, Charlotte!
- 1965 – Flykten från öknen
- 1967 – 12 fördömda män
- 1968 – Måste vi döda syster George?
- 1970 – Självmordspatrullen
- 1972 – Ulzana's Raid
- 1974 – Benknäckargänget
- 1977 – Raketbas 3
- 1979 – The Frisco Kid
- 1981 – ...All the Marbles